# Бернау (Бранденбург)
Бернау (нім. Bernau bei Berlin) — місто в Німеччині, розташоване в землі Бранденбург. Входить до складу району Барнім.
Площа — 103,73 км2. Населення становить 40 908 ос. (станом на 31 грудня 2020).  Офіційний код — 12 0 60 020. 
Місто поділяється на 8 міських районів.

## Демографія
- Динаміка населення з 1875 року в сучасних кордонах (Синя лінія: населення; Пунктир: відносна порівняльна динаміка населення землі Бранденбург; Сірий фон: період Третього рейху; Помаранчевий фон: період НДР)
- Динаміка населення (синя лінія) і прогнози

| Рік  | Населення |
| ---- | --------- |
| 1875 | 8 060     |
| 1890 | 9 583     |
| 1910 | 12 364    |
| 1925 | 13 403    |
| 1933 | 17 671    |
| 1939 | 20 256    |
| 1946 | 19 678    |
| 1950 | 20 482    |
| 1964 | 20 545    |
| 1971 | 20 511    |

| Рік  | Населення |
| ---- | --------- |
| 1981 | 24 318    |
| 1985 | 25 386    |
| 1989 | 25 145    |
| 1990 | 24 532    |
| 1991 | 24 491    |
| 1992 | 24 693    |
| 1993 | 24 744    |
| 1994 | 24 913    |
| 1995 | 25 428    |
| 1996 | 27 208    |

| Рік  | Населення |
| ---- | --------- |
| 1997 | 29 609    |
| 1998 | 31 231    |
| 1999 | 32 506    |
| 2000 | 33 086    |
| 2001 | 33 507    |
| 2002 | 33 882    |
| 2003 | 34 379    |
| 2004 | 34 995    |
| 2005 | 35 235    |
| 2006 | 35 546    |

| Рік  | Населення |
| ---- | --------- |
| 2007 | 35 859    |
| 2008 | 36 059    |
| 2009 | 36 154    |
| 2010 | 36 338    |
| 2011 | 35 843    |
| 2012 | 36 020    |
| 2013 | 36 222    |
| 2014 | 36 547    |
| 2015 | 37 169    |
| 2016 | 37 725    |

| Рік  | Населення |
| ---- | --------- |
| 2017 | 38 194    |
| 2018 | 38 825    |
| 2019 | 40 031    |
| 2020 | 40 908    |

## Галерея

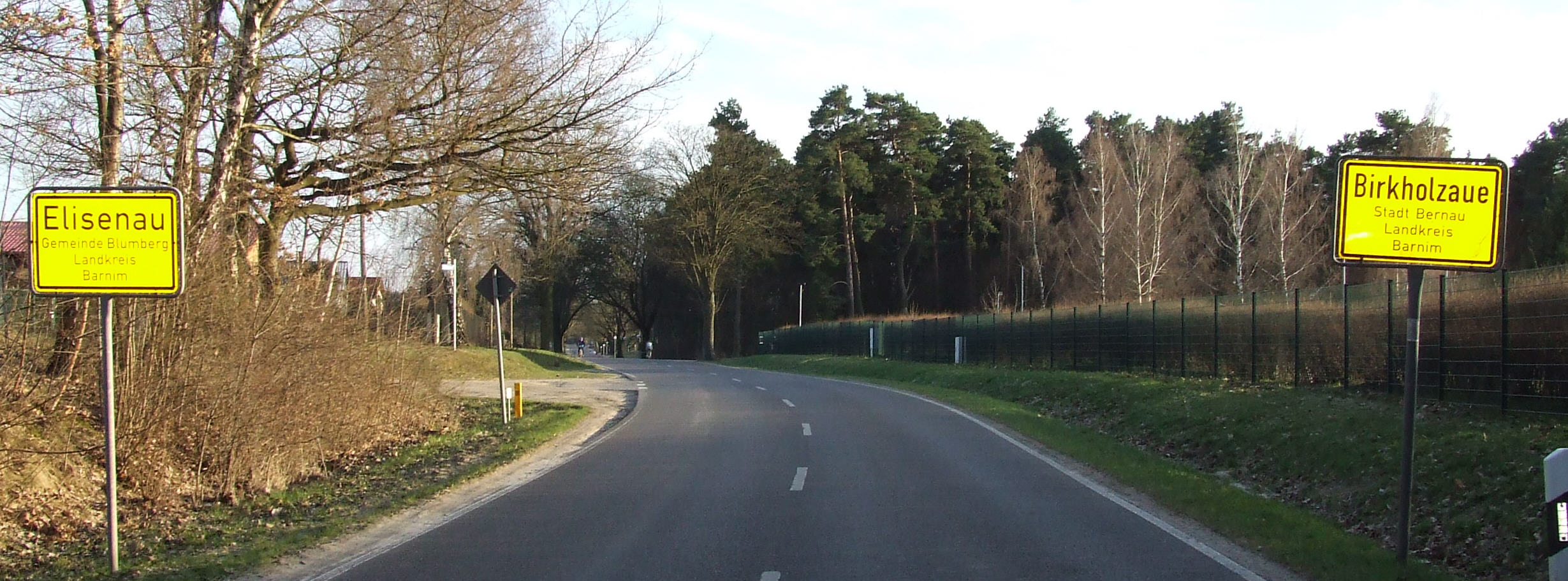
Ortseingangsschilder Birkholzaue/Elisenau
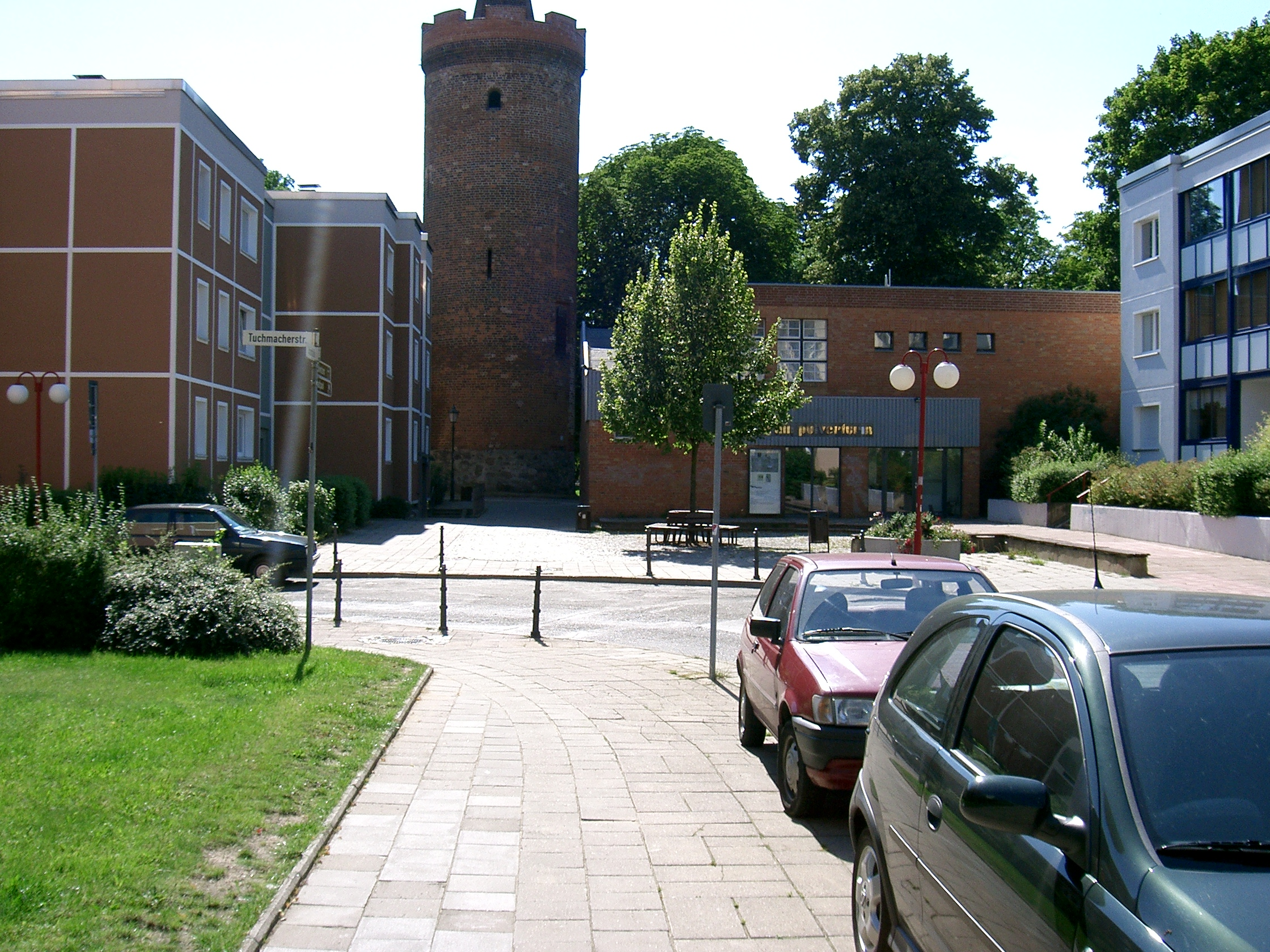
Башта "Пульвертурм"
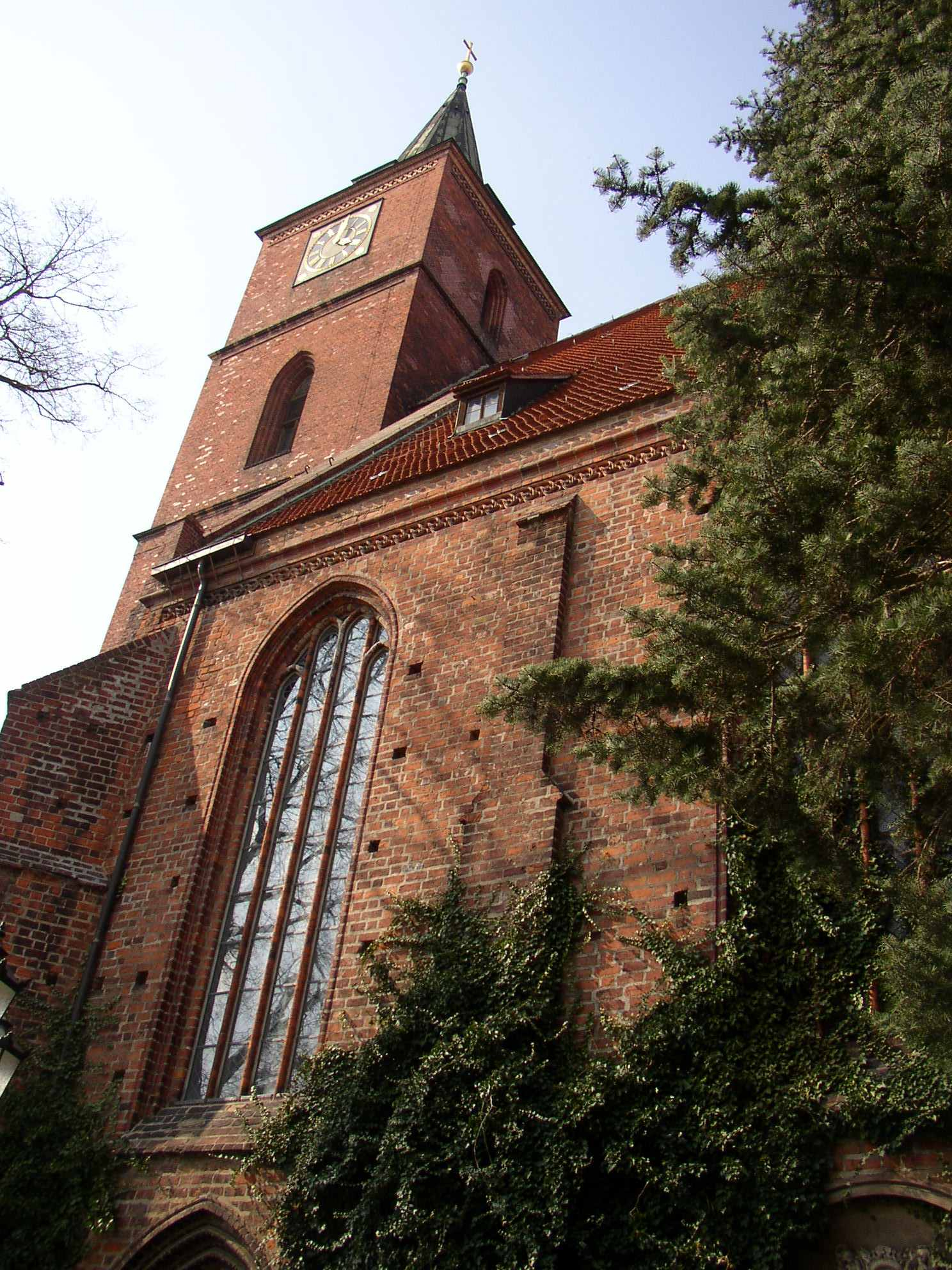
Церква Св. Марії
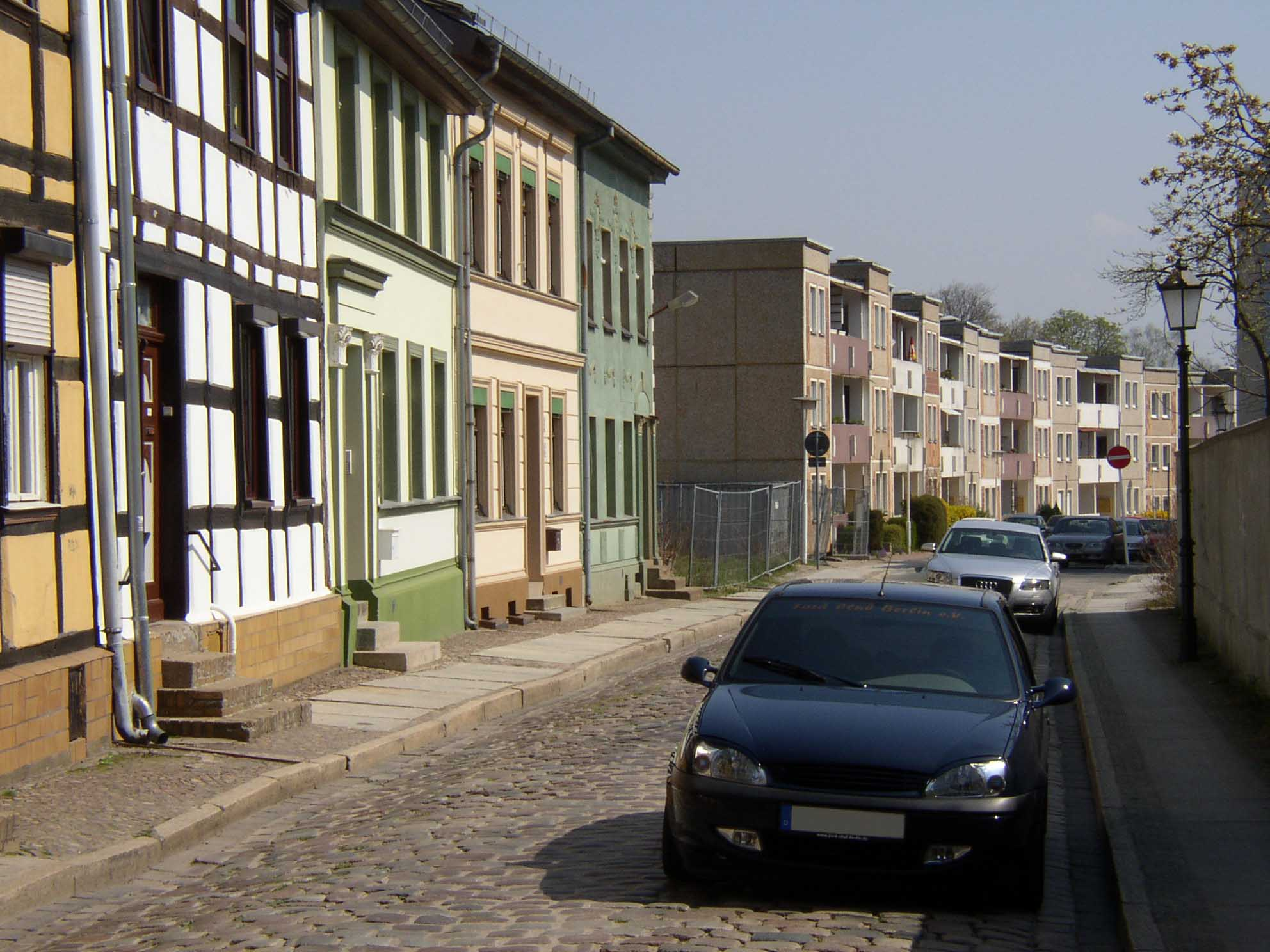
3-поверхові житлові будинки
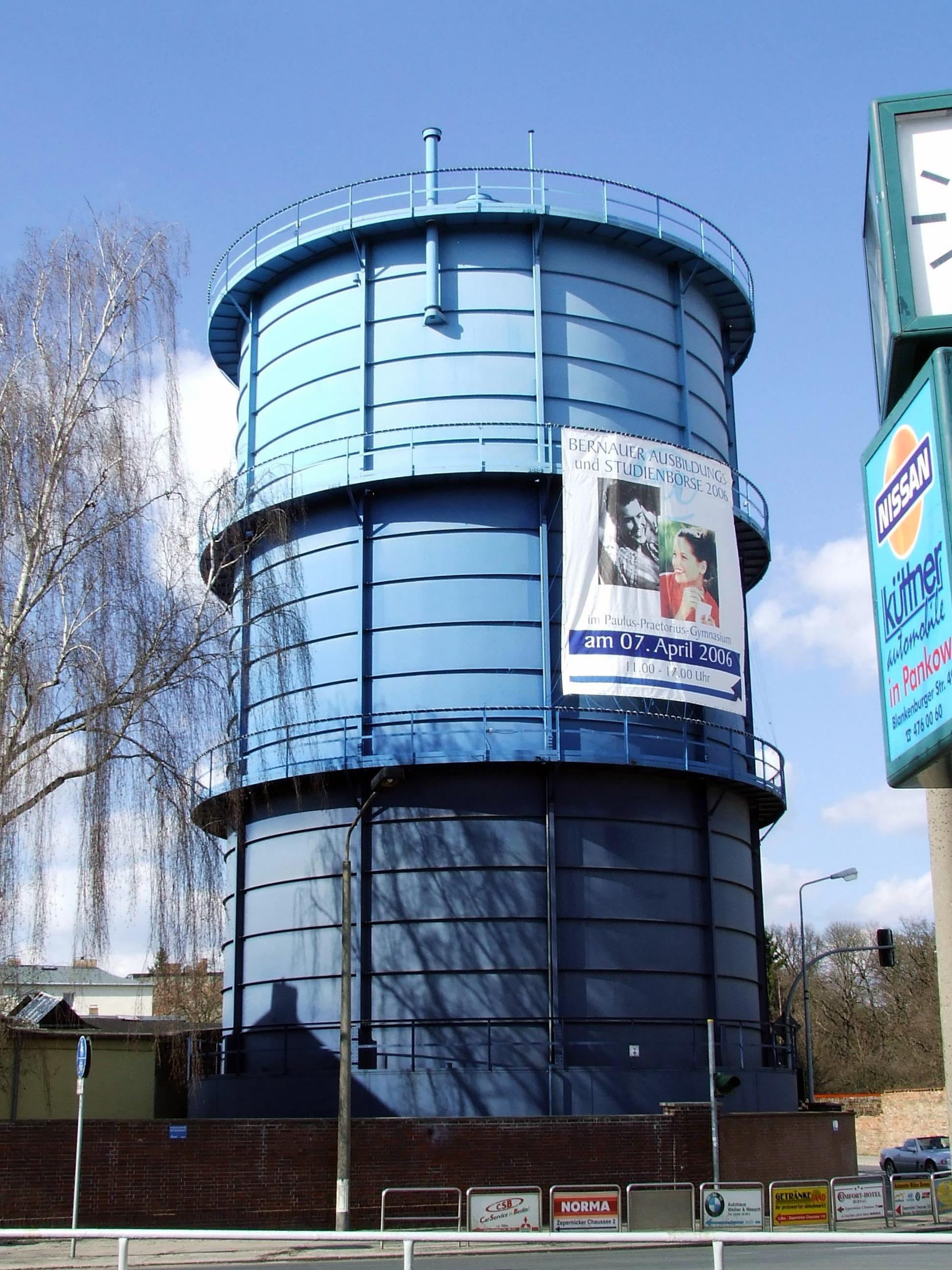
Газгольдер. Технічний історичний пам'ятник.
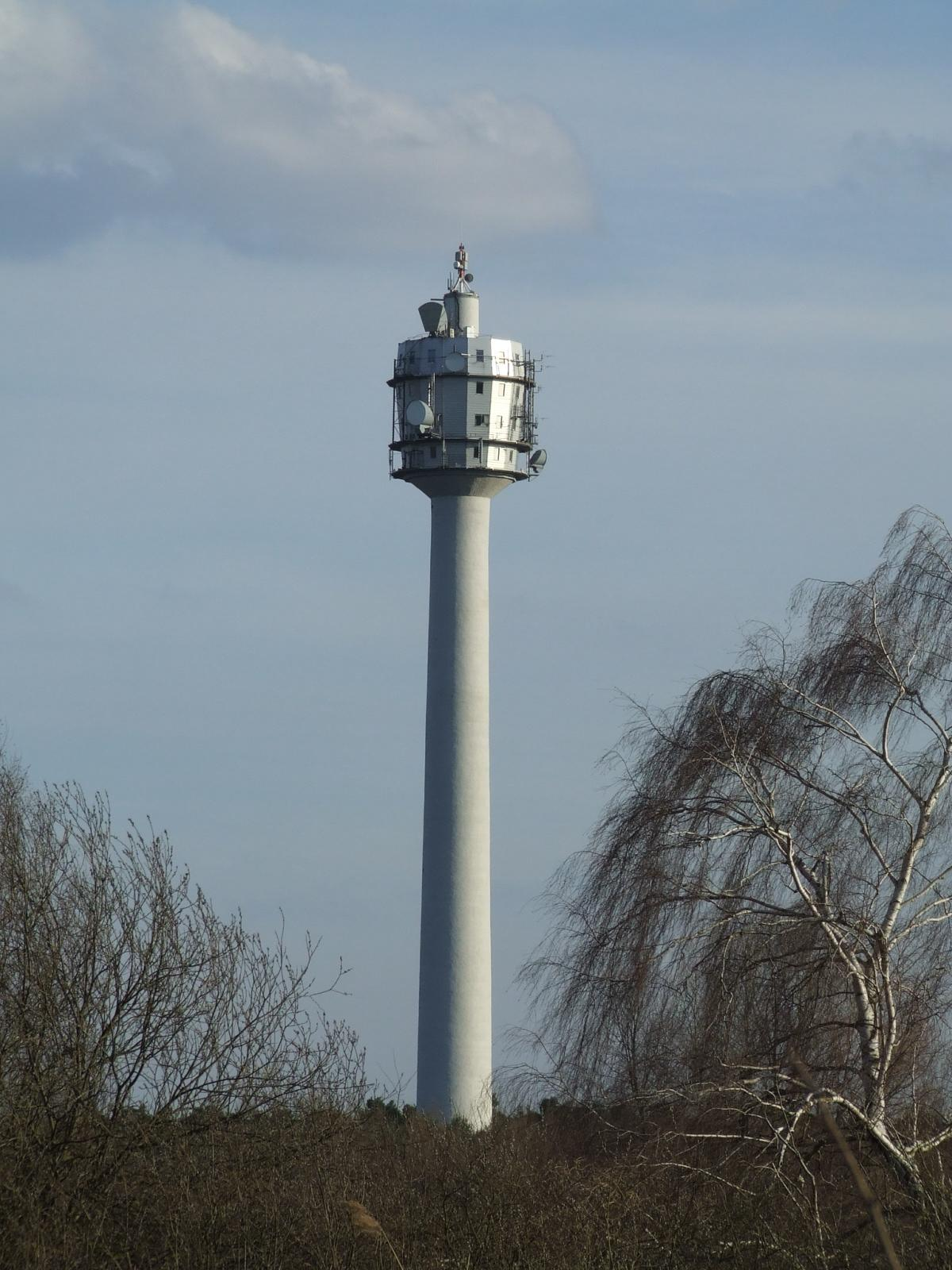
Телекомунікаційна вежа Біркхольцауе
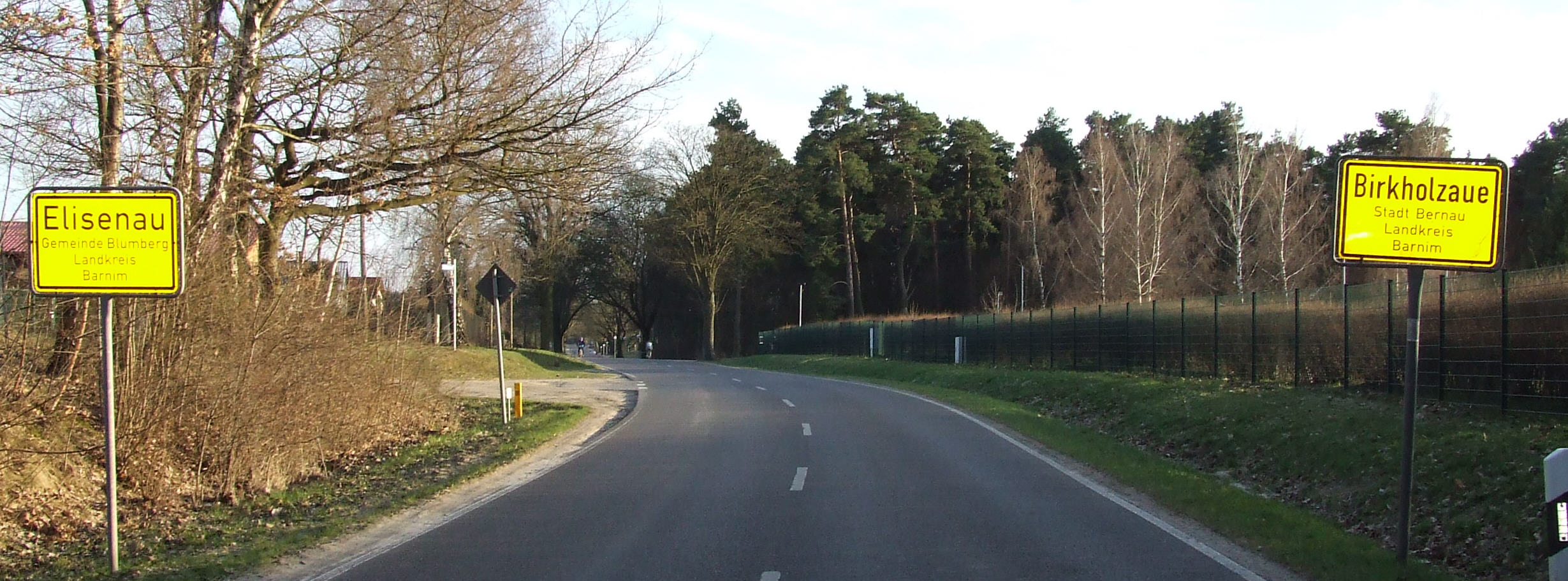
Знаки на дорозі
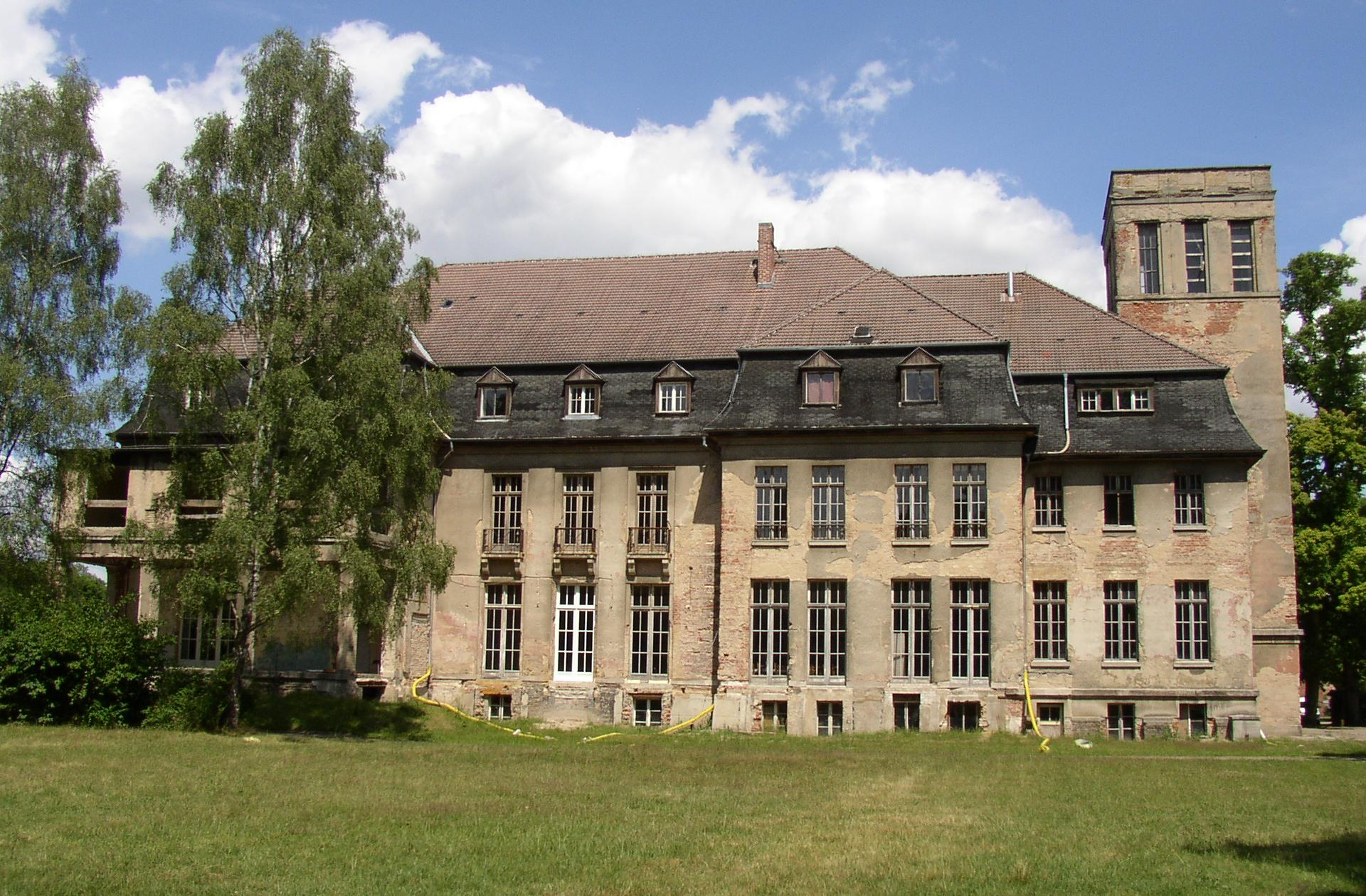
Замок Бьорніке
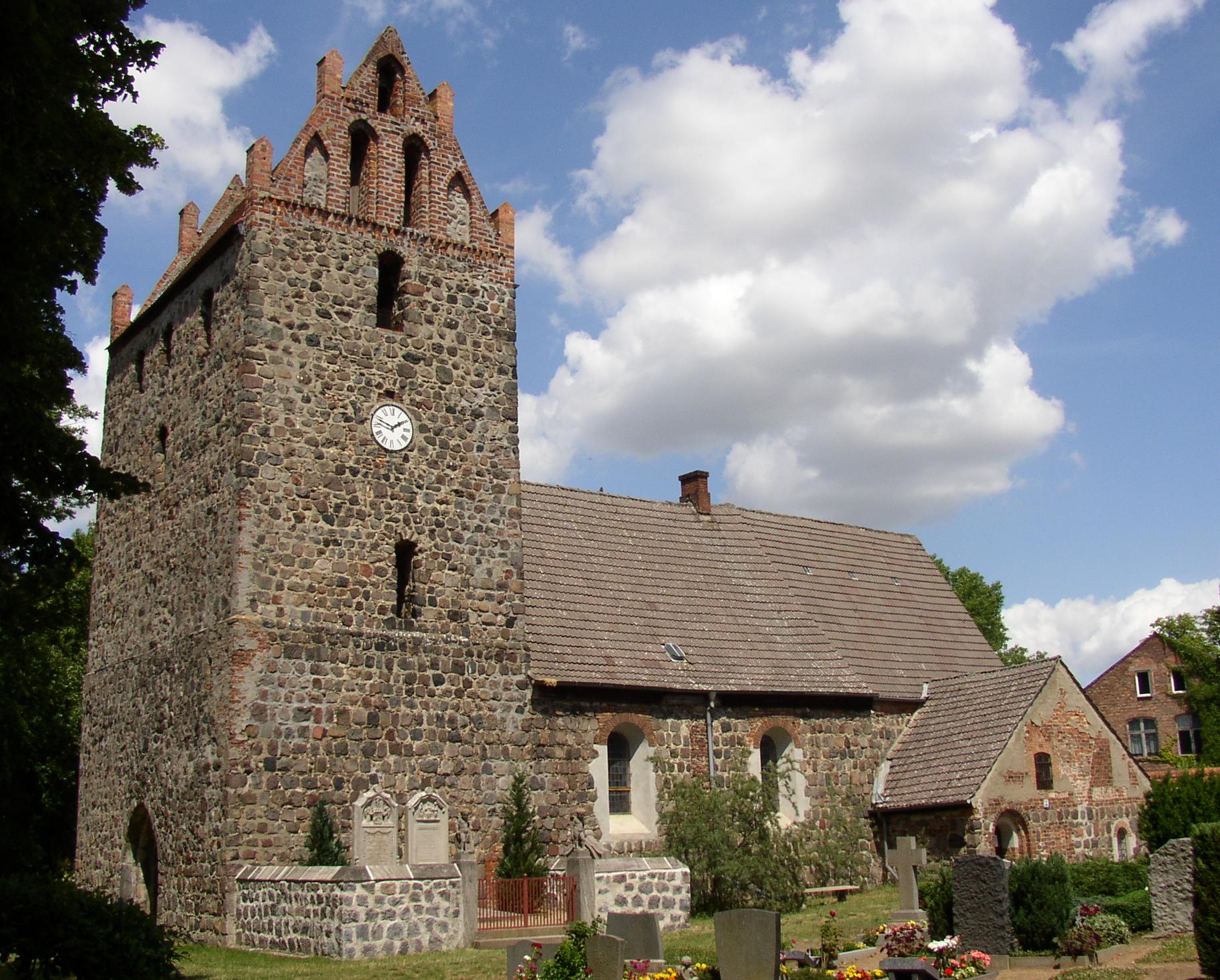
Церква у Бьорніке
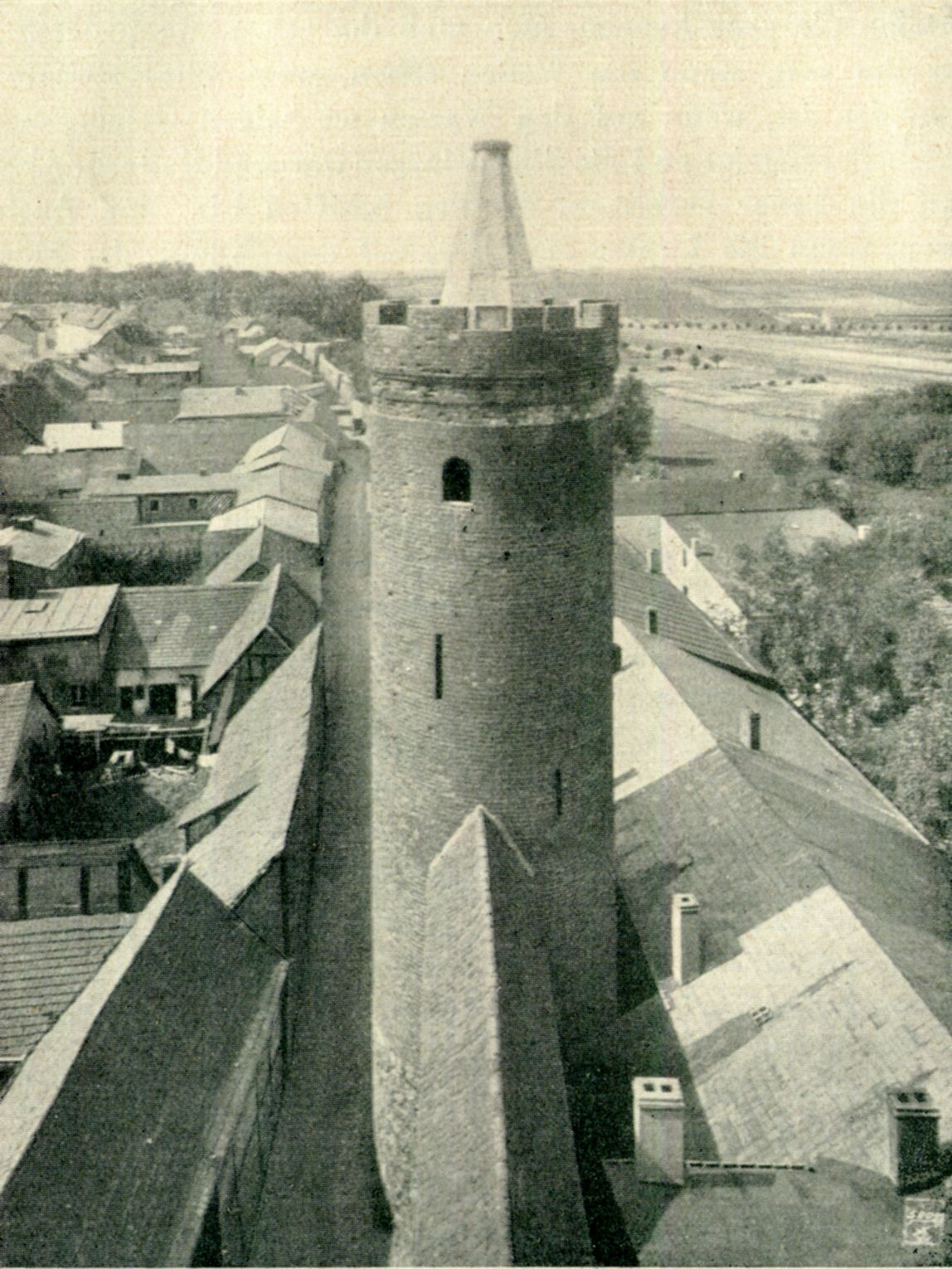
Міські укріплення Бернау у 1930
Зміна чисельності населення міста
- Зміна чисельності населення у 2013
- Прогноз зміни чисельності населення міста
- Прогноз вікової структури населення міста
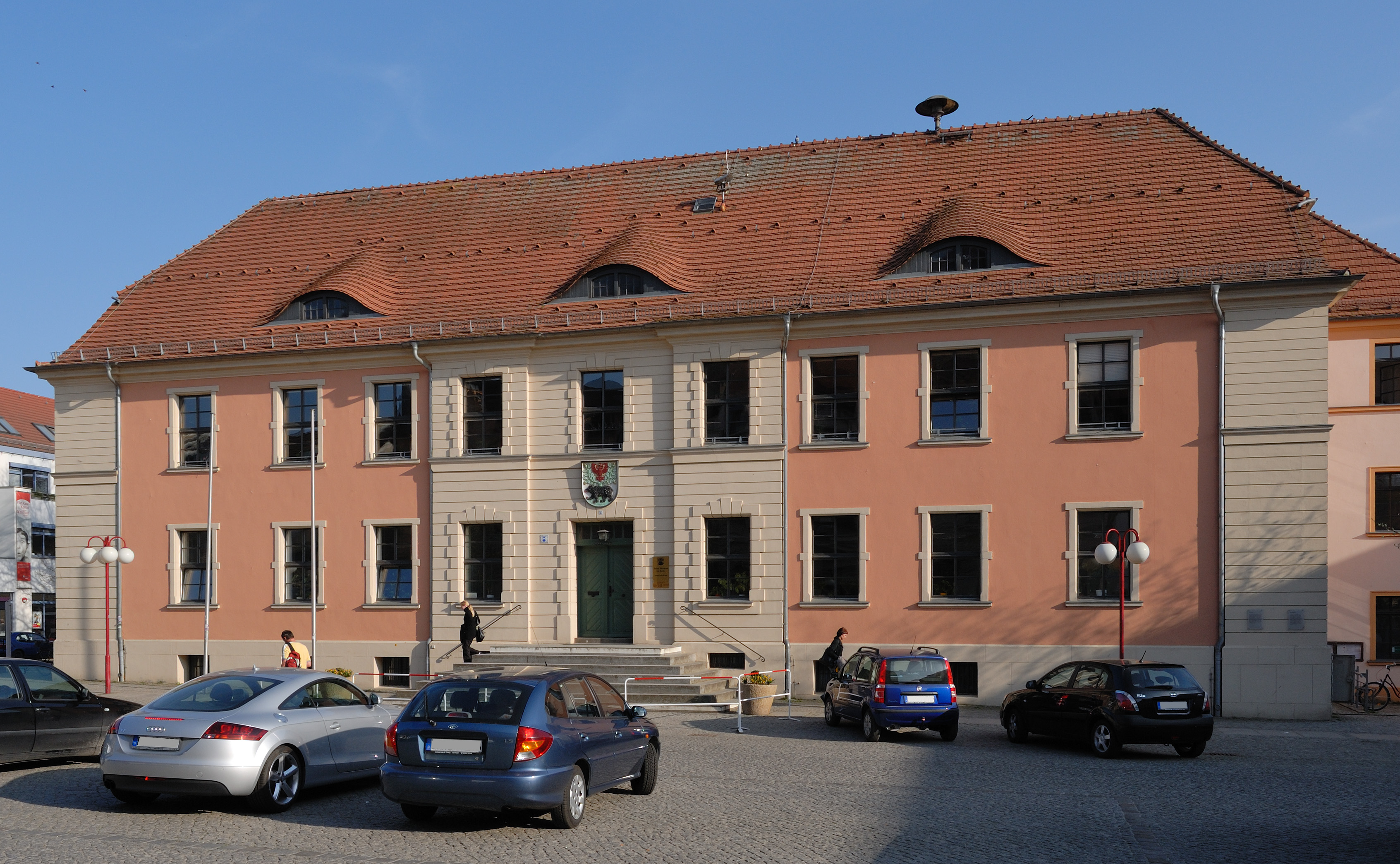
Ратуша
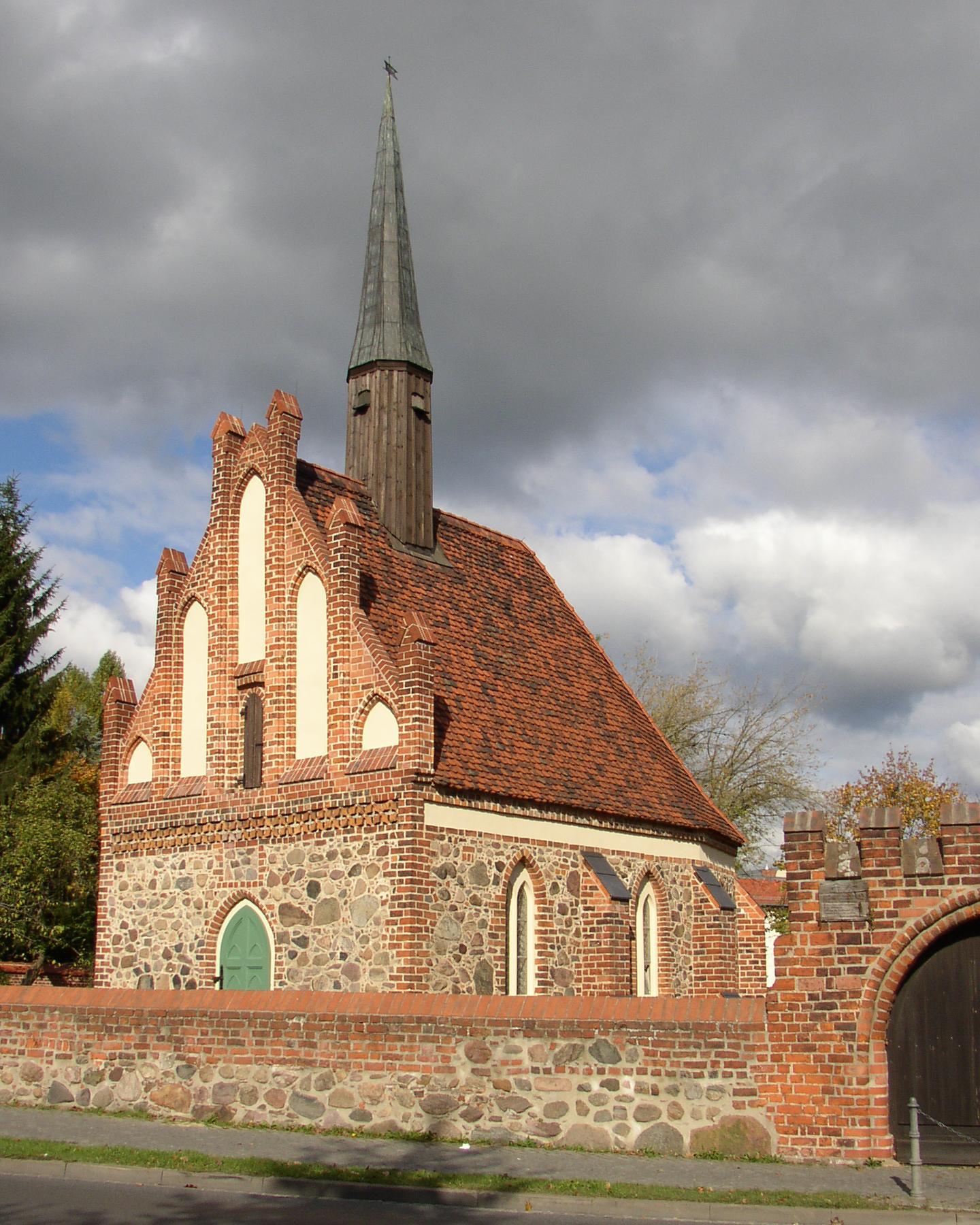
Церква Св. Георгія
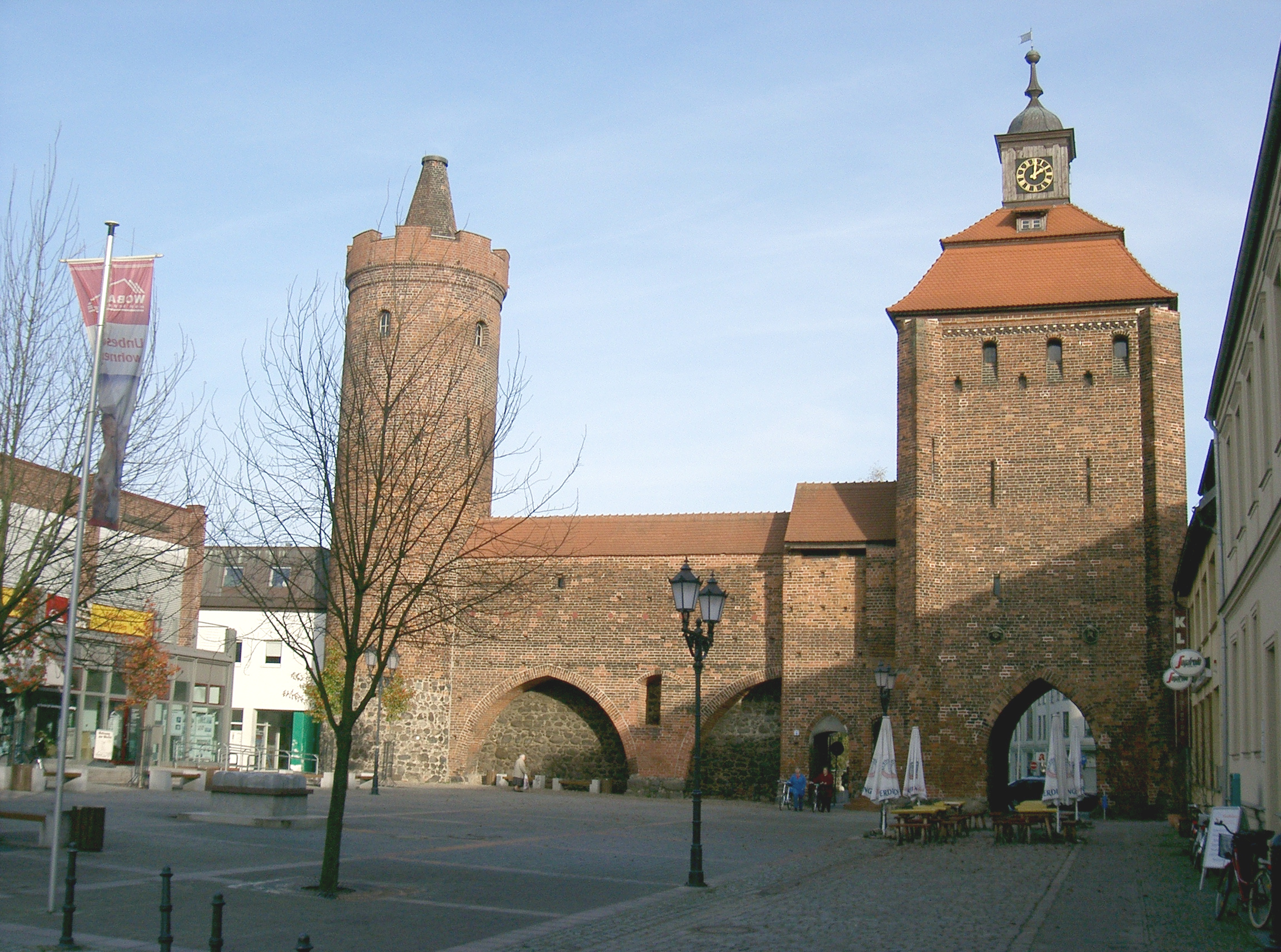
Стіни з кам'яними воротами та вежею голоду
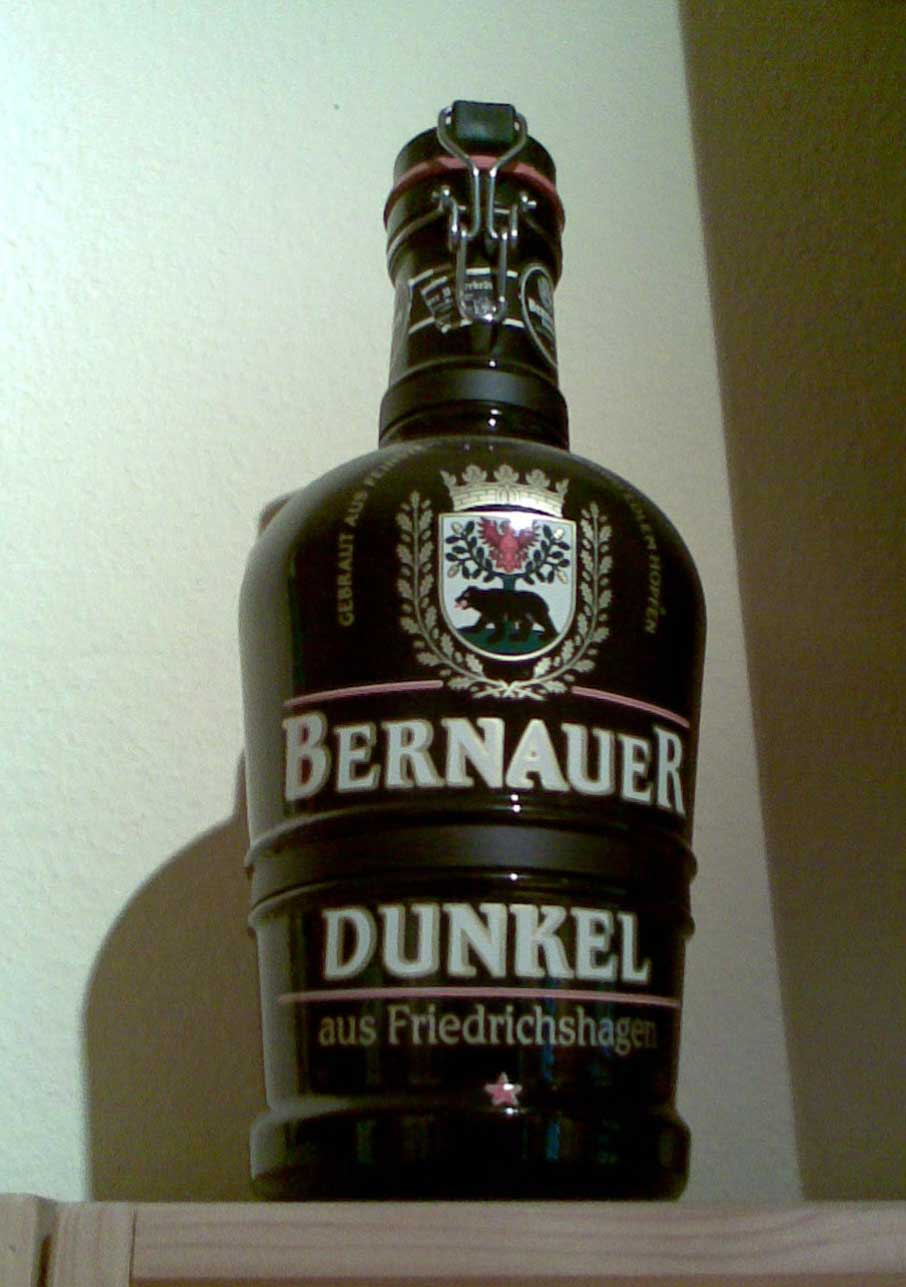
Пиво Бернау як знак якості
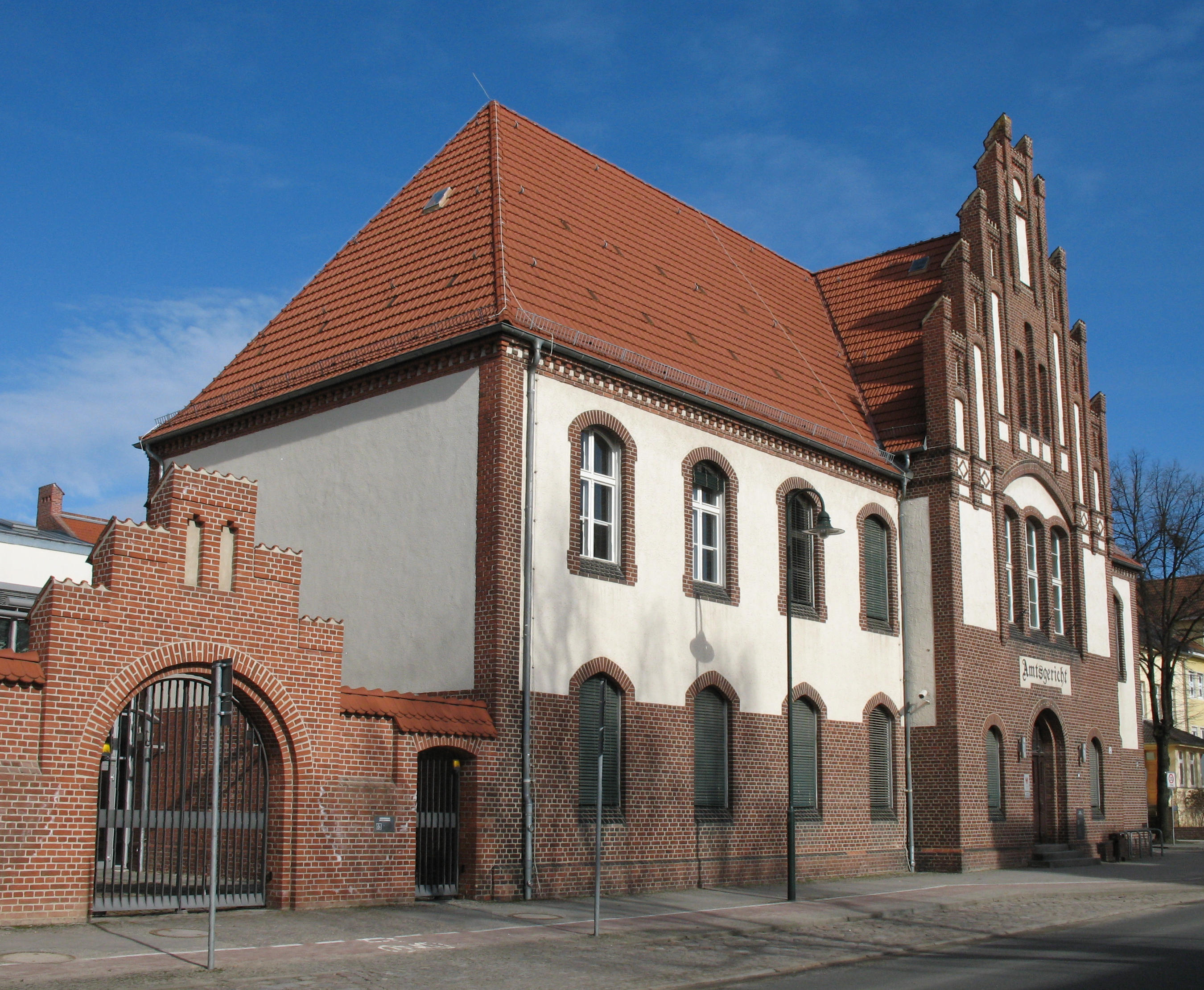
Окружний суд
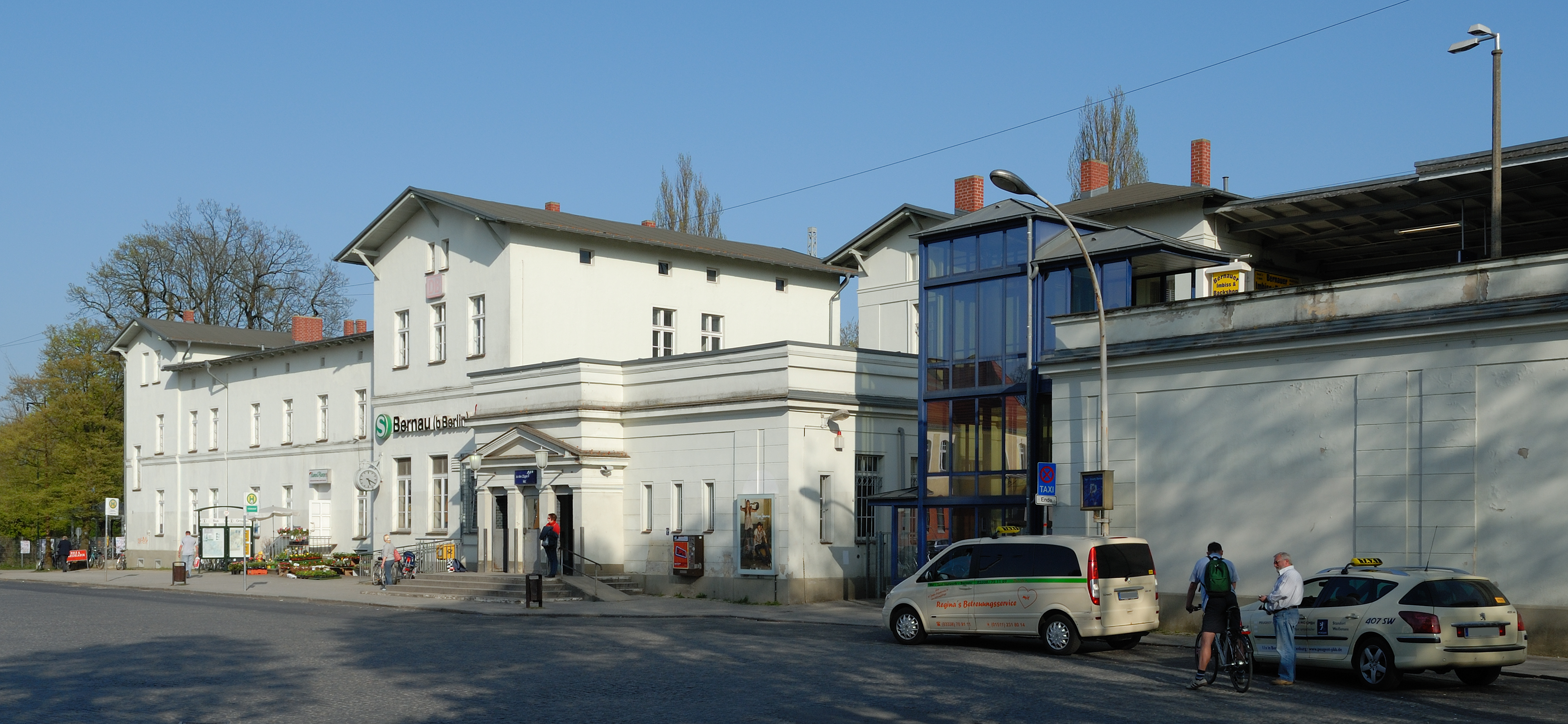
Вокзал Бернау